# The Men They Couldn’t Hang
The Men They Couldn’t Hang — британская рок-группа, образовавшаяся в 1984 году в Лондоне, Англия, и соединившая в своем творчестве панк-рок-эстетику, элементы кельтской музыки и традиции пролетарской поэзии. The Men They Couldn’t Hang, которых критики нередко ставили в один ряд с The Pogues, выпустили семь студийных альбомов, пять из которых вошли в UK Albums Chart. Два альбома группы, The Night of the Thousand Candles (1985) и Silvertown (1989) стали инди-хитами, поднявшись до #1 и #2 соответственно. На вершину тех же списков поднимался и сингл «Iron Masters» (1985)

## История группы
The Men They Couldn’t Hang образовались в 1984 году, когда участники лондонской паб-рок-/панк-группы Catch 22 Пол Симмондс (гитара, клавишные), Филипп Оджерс (вокал, гитара) и его брат Джон Оджерс (ударные) познакомились с поющим гитаристом Стефаном Кашем. Позже к ним присоединилась Брэдли (бас-гитара, флейта), панк-художница, игравшая с Шейном Макгоэном, лидером The Pogues, в его первой группе The Nipple Erectors.
С успехом выступив на нескольких кантри- и панк-фестивалях, группа в 1984 году выпустила синглом «The Green Fields of France», песню австралийского фолк-сингера Эрика Богла. Фолк-панк-баллада, «лирический герой» которой у надгробия мысленно беседует с солдатом, павшем на фронтах Первой мировой войны, поднялся до #6 в UK Indie Chart. Джон Пил в своем рождественском списке лучших песен года («Festive 50») поставил её на 3-е место.
Через год Элвис Костелло подписал группу к своему лейблу Demon Records, где вышел дебютный альбом The Night of a Thousand Candles. Сингл из него, «Ironmasters» (композиция Симмондса, в которой проводятся параллели между угнетением рабочих во время индустриальной революции и внутренней политикой Маргарет Тэтчер), вышел на 1-е место в Indie UK Charts. На радио песня зазвучала лишь после того, как из неё была удалена строчка: «… And oh, that iron bastard, she still gets her way» — прямой намек на «железную леди»). В «Festive 50» Джона Пила песня заняла 11-е место.
Следующий сингл, «Greenback Dollar» (в альбом не вошедший) — композиция Хойта Экстона (известная по версии The Kingston Trio) — был спродюсирован для группы Ником Лоу.
В 1985 году, подписав контракт с MCA Records, группа выпустила второй альбом How Green Is The Valley с синглами «Ghosts Of Cable Street» (о решающей схватке отрядов британских рабочих с фашистами Освальда Мосли на Кейбл-стрит в 1936 году) и «Shirt Of Blue» (о забастовке британских шахтеров 1984—1985 годов). После выхода альбома Брэдли перешла к Реклесс Эрику; её заменил басист Рикки МакГвайр (из UK Subs), принявший участие в работе над альбомом Waiting For Bonaparte. И здесь критики отметили прежде всего песни на исторические темы («The Colours» — о матросе времен наполеоновских войн, «The Crest» — о санитарах Второй мировой войны). Как ни странно, «The Colours» оказалась запрещенной на Би-би-си из-за строчки «…Вы пришли посмотреть, как меня повесят» («You’ve Come Here To Watch Me Hang»), в которой цензоры усмотрели связь с тогдашними событиями в ЮАР.
В 1988 году группа подписала контракт с лейблом Silvertone Records, для которого записала два альбома: Silvertown (#2 UK Indie Chart) и The Domino Club. Сыгравший здесь клавишник Ник Мьюир (экс-Fire Next Time) позже стал известен как участник электронного дуэта Bedrock. В августе 1990 году The Men They Couldn’t Hang дали несколько концертов с Дэвидом Боуи (в рамках тура Sound and Vision), но год спустя неожиданно для всех распались, выпустив концертный альбом Alive, Alive-O (записанный в клубе Town & Country). Симмондс и Оджерс образовали группу Liberty Cage, которая выпустила альбом Sleep Of The Just (1994) и мини-альбом I’ll Keep It With Mine (1995).

В 1996 году TMTCH реформировались, но без ударника Джона Оджерса, который стал техником Therapy?, и выпустили CD Never Born To Follow на лейбле Demon Records, за которым последовал мини-альбом Big Six Pack. В 1998 году вышли два сборника: Majestic Grill и The Mud, The Blood And The Beer. Группа вновь временно отошла от дел, но Оджерс и Симмондс выпустили (под собственными именами) альбомы Baby Fishlips (сначала он вышел под псевдонимом Preacher Jethro Brimstone and the Watermelon Kid, 1999) и Folk At The Fortress (2002), соответственно.
В 2003 году группа выпустила новый студийный альбом The Cherry Red Jukebox, за которым последовали два DVD: Shooting и 21 Years Of Love And Hate, второй из которых был перевыпущен как двойной концертник Smugglers and Bounty Hunters.
Тем временем Оджерс образовал собственную группу The Swaggerband (при ограниченном участии Рики Магвайра и Симмондса), выпустившую альбомы The Day After (2004) и Elvis Lives Here (2006).

## Дискография

### Альбомы

#### Студийные
- The Night of a Thousand Candles (1985)
- How Green Is The Valley (1986)
- Waiting For Bonaparte (1988)
- Silvertown (1989)
- Domino Club (1990)
- Never Born To Follow (1996)
- Big Six Pack (1997)
- The Cherry Red Jukebox (2003)
- Devil On The Wind (2009)
- 5 Go Mad on the Other Side (2011)

#### Концертные
- Alive-O (1991)
- Smugglers and Bounty Hunters (2005)

#### Прочее
- Majestic Grill: The Best of the Men They Couldn’t Hang (1998)
- The Mud, The Blood And The Beer (Best Of, Volume 2, 1999)
- Demos and Rarities, Volume 1 (2007)
- Demos and Rarities Volume 2 (2008)